# Sprimont
Sprimont es una comuna de la región de Valonia, en la provincia de Lieja, Bélgica. A 1 de enero de 2019 tenía una población estimada de 14 712 habitantes.

## Geografía
Se encuentra ubicada al sureste del país, en la región natural del Condroz y cerca del macizo de las Ardenas.

### Secciones del municipio
El municipio comprende los antiguos municipios, que se fusionaron en 1977:
| - Sprimont - Dolembreux - Gomzé-Andoumont - Rouvreux - Louveigné |

### Pueblos y aldeas del municipio
- En Dolembreux: Betgné, Hautgné y [Hayen.
- En Gomzé-Andoumont; Gomzé, Andoumont y Les Forges.
- En Rouvreux: Florzé.
- En Louveigné: Adzeux, Banneux, Blindef, Cornémont, Hotchamps y Stinval.
- En Sprimont: Chanxhe, Damré, Fraiture, Lincé, Noidré, Ogné, Presseux y Rivage.

### Galería

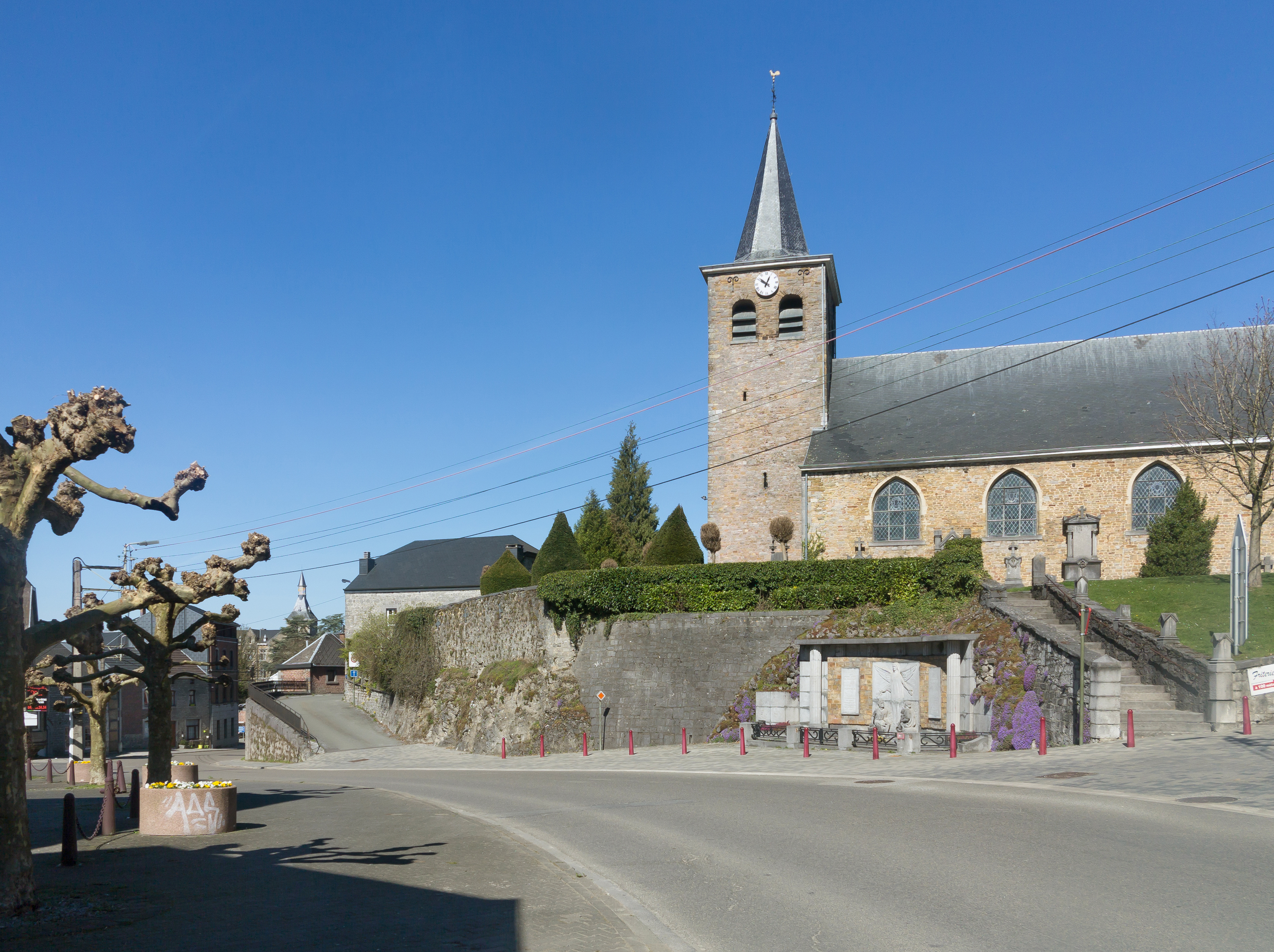
Sprimont, la iglesia: l'église Saint Martin
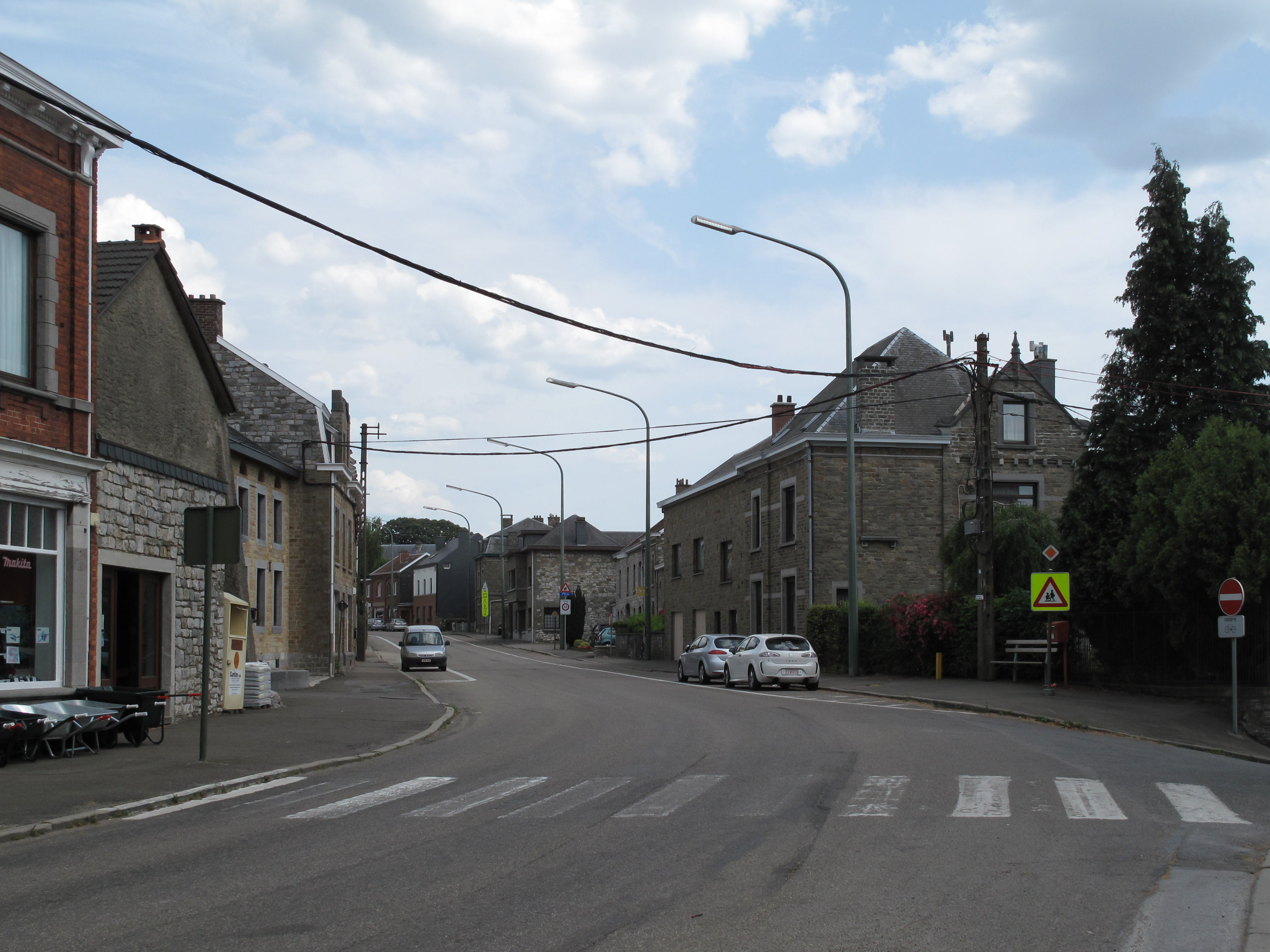
Louveigné, vista en la calle
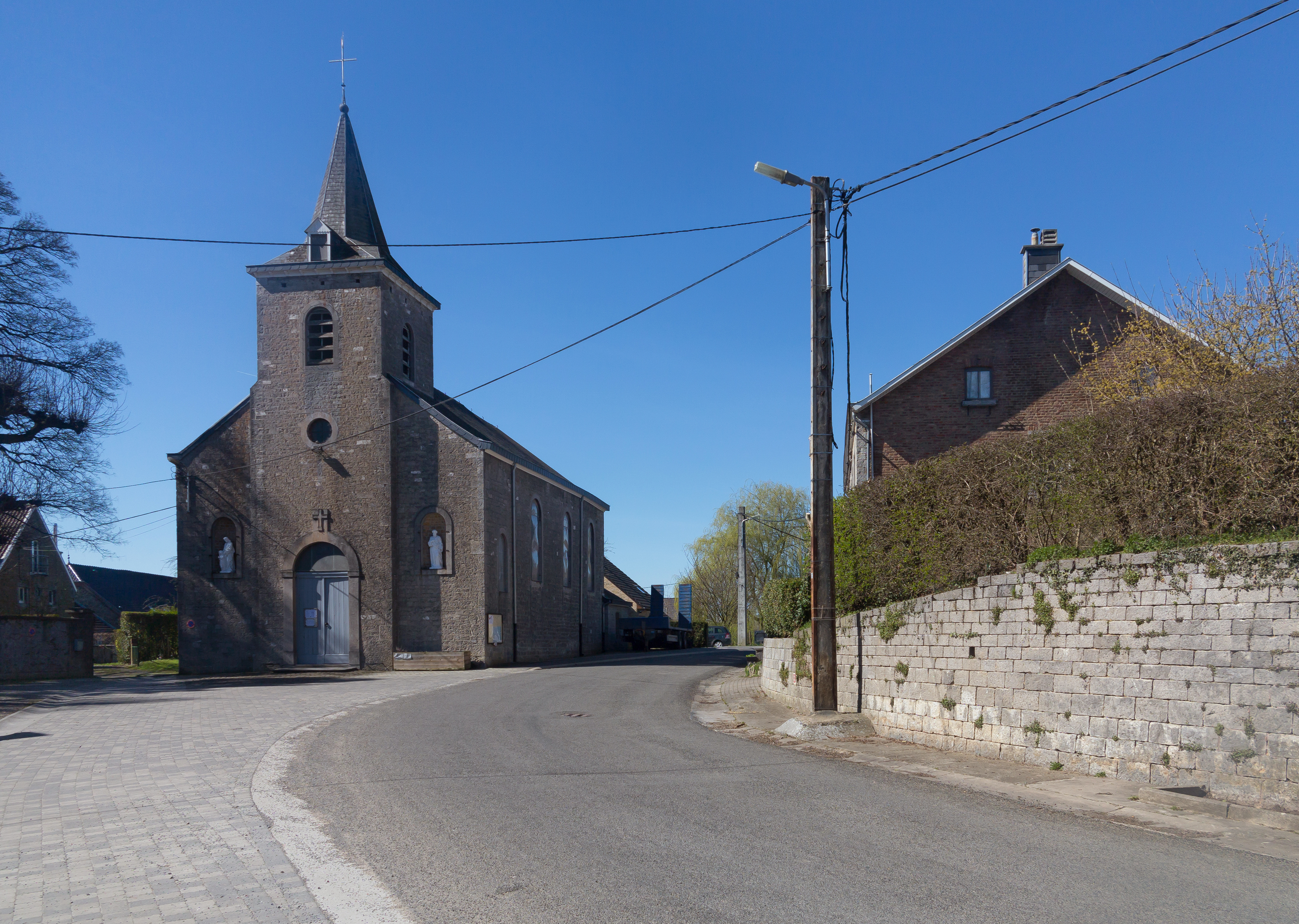
Florzé, la iglesia: l'église Saint-Pierre
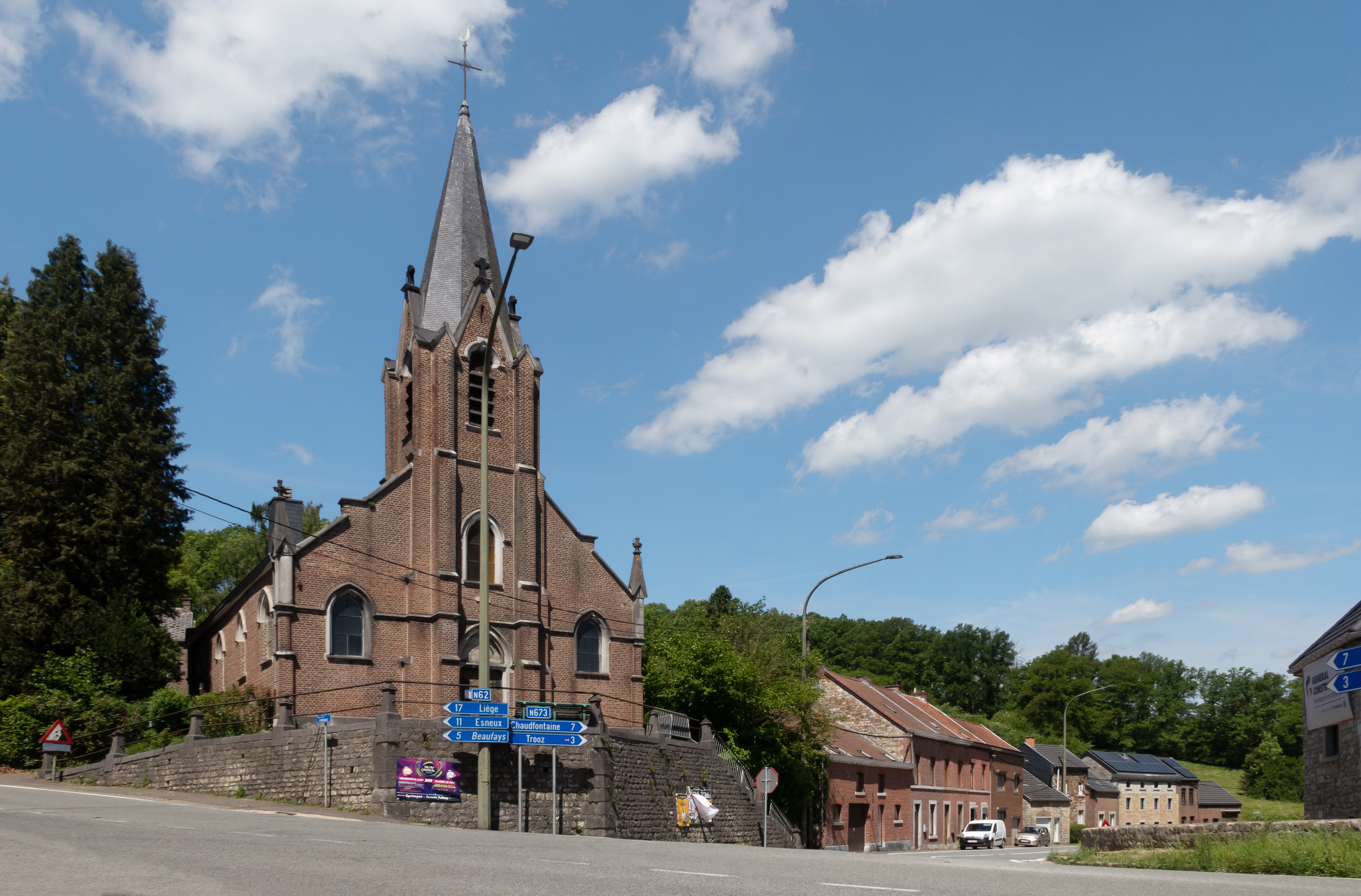
Les Forges, la iglesia: la Nativité de la Sainte-Vierge
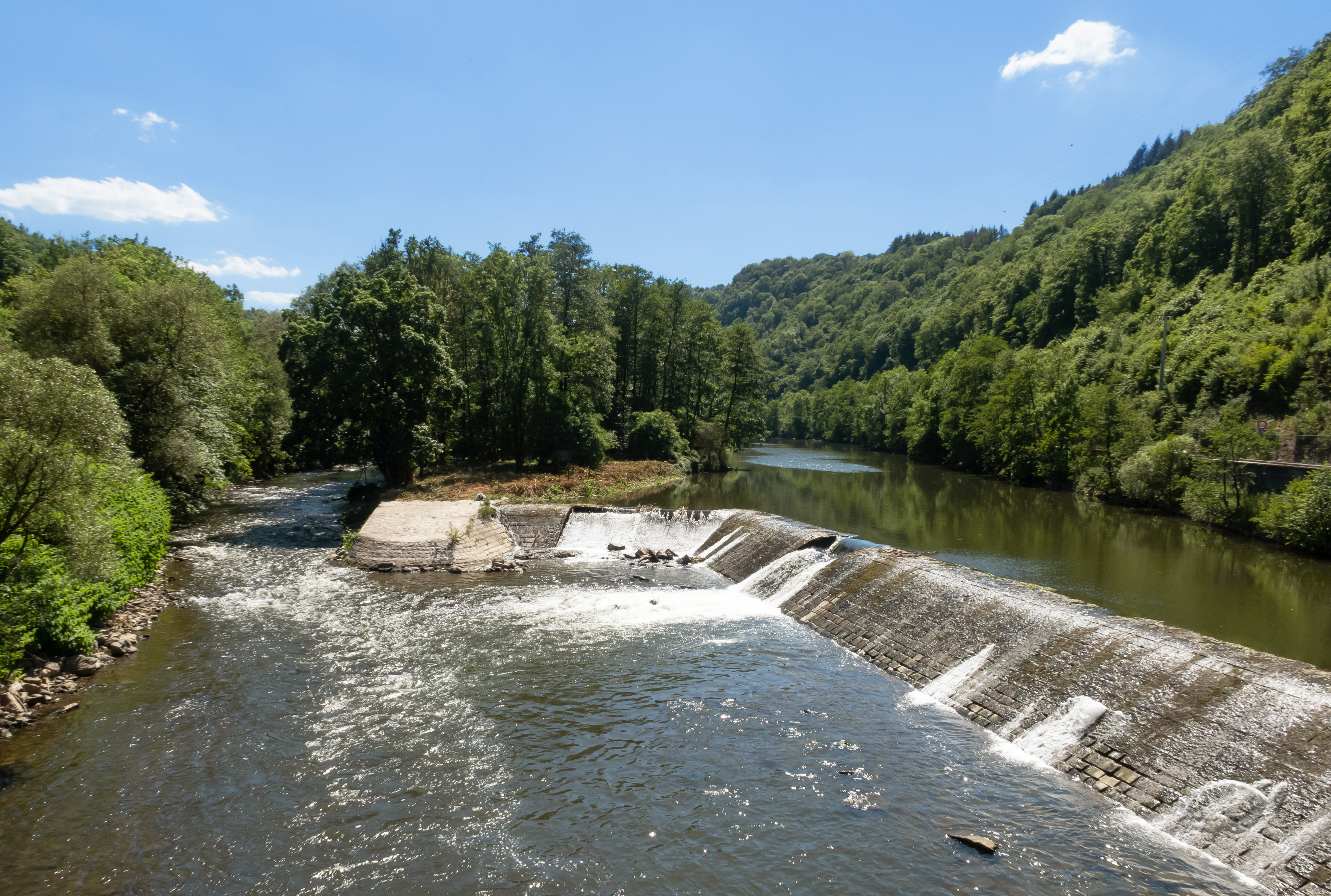
cerca Chanxhe, vista del Ourthe

## Demografía

### Evolución
Todos los datos históricos relativos al actual municipio, el siguiente gráfico refleja su evolución demográfica, incluyendo municipios después de efectuada la fusión el 1 de enero de 1977.
| Gráfica de evolución demográfica de Sprimont entre 1846 y 2019 |
|                                                                |